# Äkta stormhatt

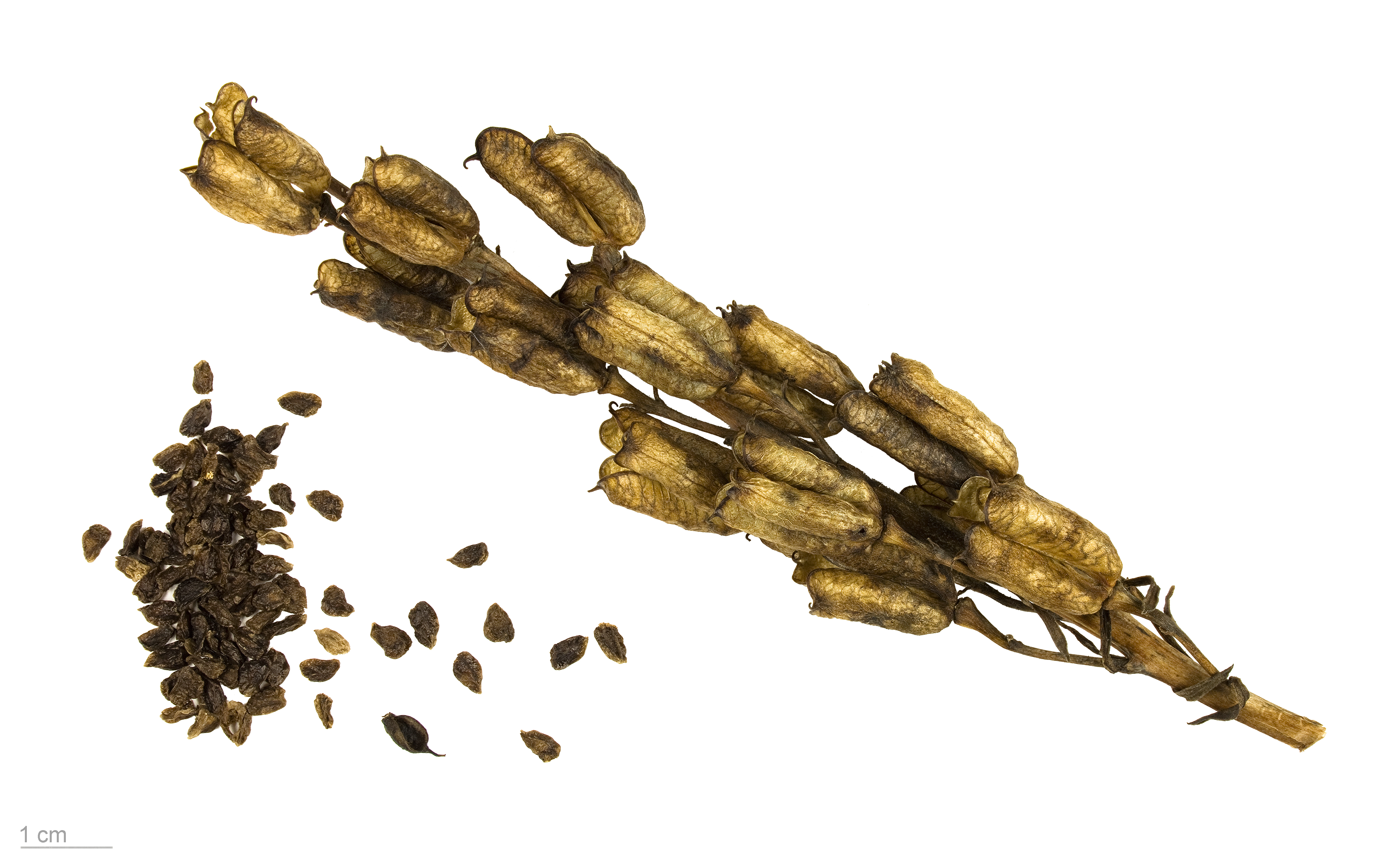
Aconitum napellus

Äkta stormhatt (Aconitum napellus) är en art i familjen ranunkelväxter. Ursprungligen kommer arten från Väst- och Centraleuropa. Den är sällsynt förvildad i södra Sverige och växten återfinns då på fuktig, näringsrik mark, exempelvis bäckraviner, lövskogssluttningar och vägrenar. Sporadiska fynd finns även i Norge och södra Finland. Den inhemska arten nordisk stormhatt, Aconitum lycoctonum, är betydligt vanligare i naturen.
Äkta stormhatt blir 80–130 cm och blommar från juni till september. Blommorna är intensivt mörkblå eller mörkt blålila på 1–2 cm långa håriga skaft, med en hjälm lite bredare än hög. 
Stjälk upptill med raka eller böjda hår. Bladen är 6–11 cm breda, delade ända in till basen, ovan papillösa och ofta håriga.

## Giftighet
Äkta stormhatt är, som sina släktingar i Aconitum, mycket giftig. Främst är det roten och fröna som innehåller stora mängder av alkaloiden akonitin, som är ett förlamande nervgift. Stormhatt har använts som medicinalväxt, främst i salvor på ytliga skador men även invärtes, tack vare akonitinets bedövande och därmed smärtstillande verkan, men på grund av dess starka giftighet har all sådan användning upphört. Giftet har även använts för avrättning och mord, bland annat skall stormhatt ha ingått i det gift Medea gav till Theseus. Det finns inget känt botemedel mot stormhattsförgiftning, enda möjligheten är att hålla hjärta och lungor igång på konstgjord väg tills giftet försvunnit ur kroppen.

## Synonymer[3]
Aconitum anglicum Stapf
Aconitum caeruleum Dulac
Aconitum elatum Salisb. nom. illeg.
Aconitum neuburgense DC. nom. illeg.
Aconitum pyramidale subsp. neuburgense (DC.) P.Fourn.
Aconitum pyramidale Mill.
Aconitum vulgare DC.  nom. illeg.
Aconitum vulgare var. bicolor DC.
Napellus vulgaris Fourr.